# 李寛 (蒲山郡公)
李 寛（り かん、生没年不詳）は、中国の北周・隋の軍人。本貫は遼東郡襄平県（現在の遼寧省遼陽市）。

## 経歴
祖父は西魏八柱国および北周の太師・魏国公の李弼。父は北周の開府・邢国公李曜。
勇猛で戦がうまく、才知と策略に秀でていた。北周の大象末年には上大将軍にまで昇り、蒲山郡公に封ぜられた。来護児とともに黟州・歙州において汪文進を打ち破るなど、周から隋にかけてしばしば将領となり、官位は柱国に至り、名将と称された。死後、惠と諡された。

## 逸話
『冥報記』には、李寛は狩猟を好み、常に数十羽の鷹を飼っていたが、のちに息子が生まれた際、その子の口が鷹のくちばしであったため育てなかったという説話が収められている。
『今昔物語集』震旦部においても『冥報記』を典拠とする記載が見られ、長年にわたる鷹狩りによる殺生の罪に対する現報として、鷹のくちばしを有する男子が出生したとの伝承が紹介されている。

## 家族

### 父母
- 李曜：北周の使持節、大将軍、雍州牧、蒲山公[1]。
- 武川劉氏：侯莫陳興（柱国、清河郡公）の娘で、侯莫陳順（柱国、平原公）・侯莫陳崇（柱国、太保、梁国公）の姉妹[1]。

### 兄弟姉妹
- 李故隣：李寛の兄。隋の開府儀同三司、大丞相府中郎、新州刺史、邢国公。
- 李裕：隋の猗氏県公。
- 李麗儀：崔仲方（隋の使持節、儀同三司、范陽県開国公）に嫁ぐ。
- 李偉：左千衛将軍。

### 子女
- 李密